# Mihail Kogălniceanu (okręg Gałacz)
Mihail Kogălniceanu – wieś w Rumunii, w okręgu Gałacz, w gminie Smârdan. W 2011 roku liczyła 933 mieszkańców.